# I Korpus Polski w Rosji

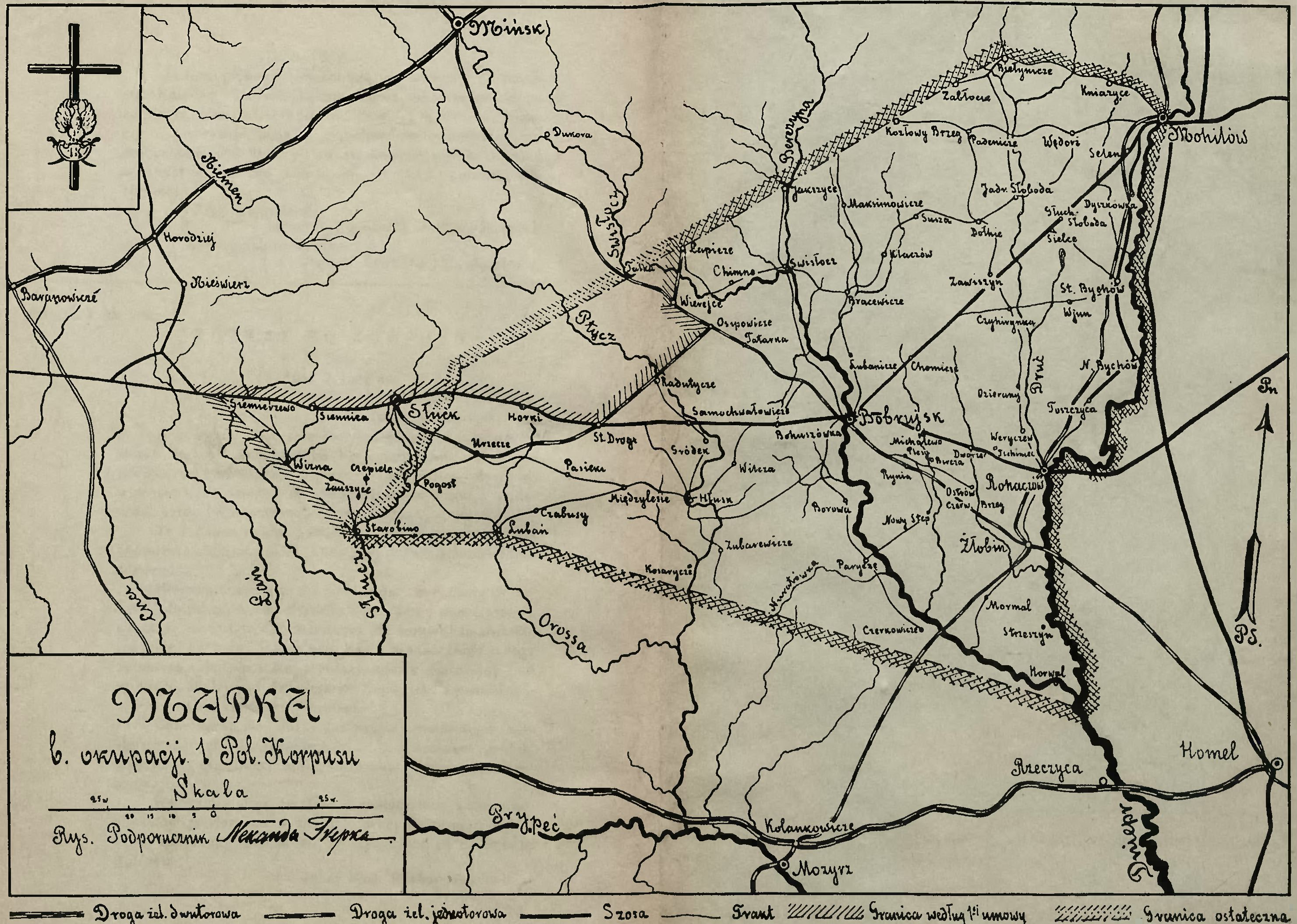
„Polska Dowborowa” - obszar okupowany pod koniec lutego 1918 przez I Korpus Polski

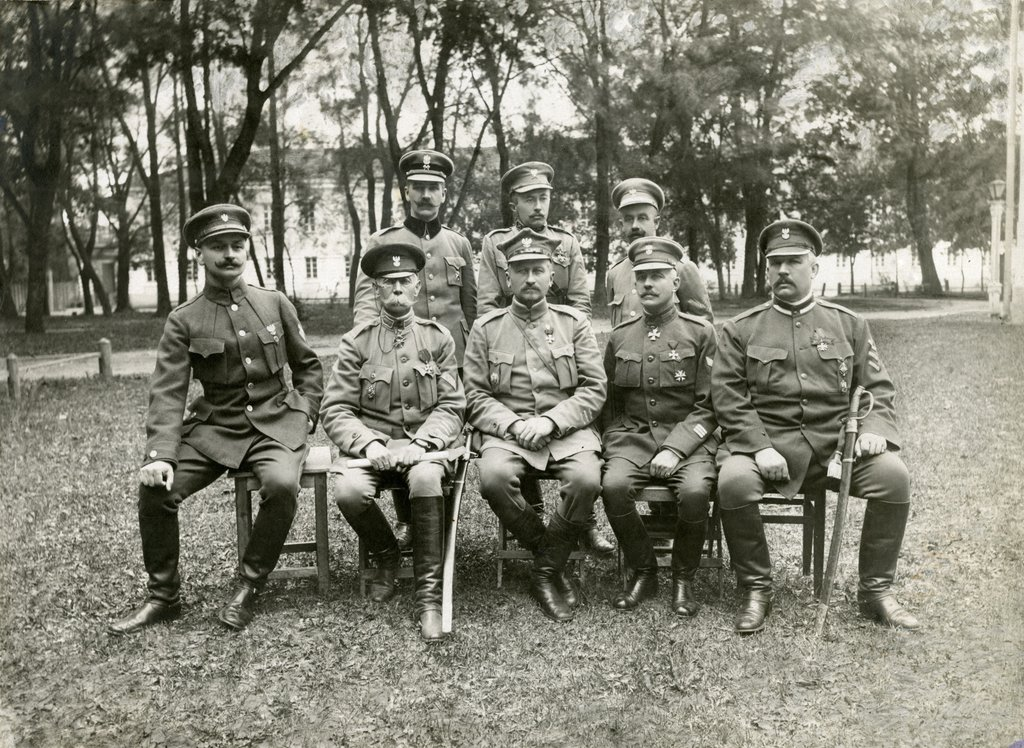
Gen. Józef Dowbor-Muśnicki i sztab I Korpusu Polskiego w Rosji, 1918

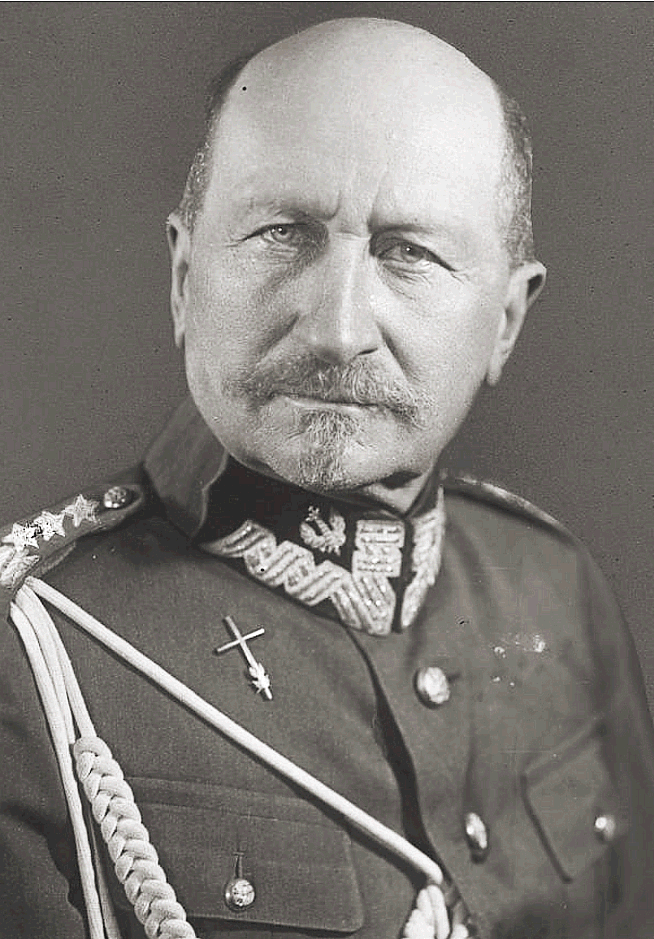
Gen. Józef Dowbor-Muśnicki

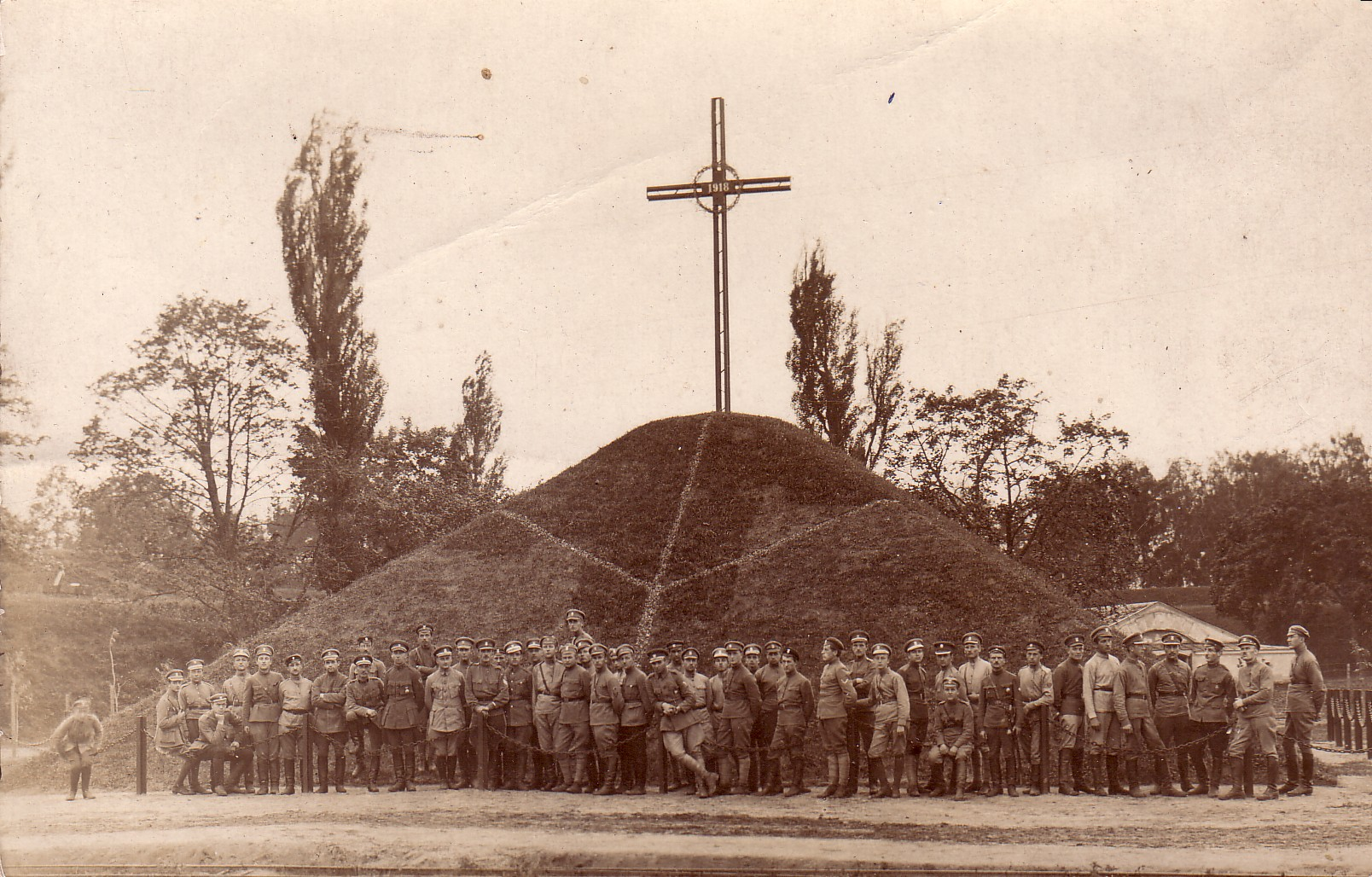
Kopiec I Korpusu Polskiego na terenie Twierdzy w Bobrujsku

I Korpus Polski w Rosji (ros. 1-й Польский корпус) – wyższy związek taktyczny Wojska Polskiego na Wschodzie. Podlegał rozkazom Armii Imperium Rosyjskiego, a następnie Radzie Regencyjnej Królestwa Polskiego.
I Korpus liczył 15 stycznia 1918 roku 29 000 żołnierzy, zaś w maju 23 661 żołnierzy. Żołnierze I Korpusu nazywani są Dowborczykami od nazwiska dowódcy generała Józefa Dowbor-Muśnickiego.

## Formowanie korpusu
Korpus został sformowany 24 lipca 1917 na ziemiach zaboru rosyjskiego znajdujących się pod władzą Rządu Tymczasowego Rosji, z żołnierzy narodowości polskiej z armii rosyjskiej służących we Froncie Zachodnim i Froncie Północnym (obecnie Białoruś, Polesie, Litwa, Łotwa), z inicjatywy Naczelnego Polskiego Komitetu Wojskowego. Dowodzony przez generała Józefa Dowbora-Muśnickiego mianowanego 6 sierpnia 1917 przez gen. Ławra Korniłowa na wniosek Naczpolu.
Formowanie Korpusu przebiegało w skomplikowanej atmosferze. Armia rosyjska ponosiła na froncie liczne klęski. Wewnątrz kraju, na skutek rewolucji bolszewickiej zaznaczało się ogólne rozprzężenie. Nieprzyjazny stosunek do tworzenia Korpusu zajęła również lewica polska w Rosji.  Wyższą kadrę oficerską kompletował osobiście gen. Dowbor-Muśnicki. Podstawą  tworzenia korpusu była Dywizja Strzelców Polskich. W styczniu 1918 roku przewidziano koncentrację oddziałów Korpusu w rejonie Bobrujska.

## Działania korpusu
Zgodnie z założeniami Korpus miał wraz z osiągnięciem gotowości bojowej być skierowany na front walki z Niemcami. Jednak sytuacja na froncie i wewnątrz Rosji spowodowała, że zadania Korpusu zostały zmienione. Korpus na front przeciw Niemcom nie został skierowany, a 17 (4) grudnia 1917 roku został zawarty rozejm między Niemcami a Rosją radziecką i podjęto rozmowy pokojowe. Gen. Dowbor widział zbliżający się konflikt z władzą bolszewicką, stał jednak na stanowisku niemieszania się w wewnętrzne sprawy Rosji. Zaproponował więc dowództwu bolszewickiemu umowę rozlokowania sił I Korpusu, co miało stanowić podstawę do zawarcia rozejmu do czasu ostatecznego wyjaśnienia sytuacji na froncie. Dochodziło jednak ze strony bolszewików do utrudniania koncentracji korpusu, zatrzymywania poszczególnych transportów, prób rozbrajania pododdziałów i agitacji. Wobec tego, gen. Dowbor zażądał 24  stycznia 1918 roku od głównodowodzącego Frontu Zachodniego zaprzestania rozbrajania i utrudniania koncentracji pod rygorem potraktowania tych działań jako wrogich. Bolszewicy przedstawili to jednak jako wrogi akt i nasilili działania w tym kierunku. Jeszcze w grudniu 1917 roku gen. Iwaszkiewicz raportował o sytuacji w oddziałach gen. Dowbor - Muśnickiemu: "Są elementy niezadowolone. (...) O wprowadzeniu ustawy dyscyplinarnej w chwili obecnej nie ma co myśleć. Najmniejsza uwaga lub wymówka zrobiona żołnierzowi spotyka się z ostrym protestem i żądaniem przeniesienia do wojsk rosyjskich, wskutek czego Dywizja stopniowo taje. Co dzień liczba żołnierzy zmniejsza się. (...) Moje rozkazy i rozporządzenia, choćby najpowszedniejsze krytykują się żołnierzami i wywołują z ich strony protesty". W rezultacie dezercji w Korpusie pozostało 8 tysięcy żołnierzy czyli połowa stanu.
Mimo utrudnień, pod koniec stycznia doszło do stopniowej koncentracji części oddziałów w twierdzy Bobrujsk, przy tym część żołnierzy musiała tam przedrzeć się w przebraniu. Z uwagi na odmowę zaopatrywania polskich oddziałów przez  bolszewików, zaszła konieczność opanowania twierdzy dla uzyskania aprowizacji i doszło do walk Korpusu z oddziałami Gwardii Czerwonej. W walkach tych, na początku lutego 1918, siły Korpusu odniosły kilka zwycięstw, z których najważniejsze to walki o Bobrujsk i opanowanie między 29 stycznia a 3 lutego 1918 twierdzy i miasta Bobrujska, obsadzonych przez 7 tysięczną załogę bolszewicką. 10 lutego 1918 roku utworzono w twierdzy polski pociąg pancerny „Związek Broni”. 19 lutego Polacy zdobyli Mińsk Litewski. Walki polsko-bolszewickie w tym czasie toczono również m.in. pod Tatarką, Osipowiczami, Żłobinem i wielu innych regionach. Na przełomie lutego i marca, po zdobyciu Rohaczewa, Mohylewa i Żłobina, bolszewicy zostali wyparci za Dniepr.
Jednocześnie z walkami z bolszewikami prowadzono rokowania z naciskającymi od zachodu wojskami niemieckimi Oberostu. 26 lutego 1918 roku zawarto porozumienie z Niemcami, które stwierdzało, że:

Korpus Polski jest wojskiem neutralnem, któremu dla rozlokowania się i wyżywienia i do obrony od napadów ze strony bolszewików wyznaczony jest teren między Dnieprem od Mohylowa aż do ujścia Berezyny i koleją Słuck – Osipowicze – Łapicze – Grodziniec.

Korpus uzyskał tymczasową administrację okupacyjną nad tym terenem. Stwierdzono także, że Korpus Polski walczy tylko w razie, jeżeli będzie na tym terenie napadnięty. Przemarsz wojsk niemieckich na tym terenie był dozwolony, ponadto 27 lutego Polacy mieli ustąpić na rzecz Niemców z Mińska. Po zawarciu pokojowego traktatu brzeskiego władze niemieckie postanowiły jednak doprowadzić do likwidacji Korpusu. 10 marca 1918 roku korpus liczył 16 493 ludzi, a 10 maja – 23 661 ludzi i prawie 10 tysięcy koni. W tym, 10 maja było 14 117 żołnierzy frontowych, z silną jazdą i artylerią. Wielkość taborów, w tym znaczna liczba koni, wskazywały na zamiar sprowadzenia korpusu wraz ze zgromadzonym inwentarzem na ziemie polskie. Gen. Dowbor próbował lawirować, opierając się na autorytecie Rady Regencyjnej. 4 marca 1918 roku delegacja wysłana do Warszawy przez dowódcę I Korpusu oraz Naczpol uznała zwierzchnictwo polityczne Rady Regencyjnej, która 6 marca powierzyła nadal dowództwo gen. Dowborowi. Gen. Dowbor starał się następnie uzyskać możliwość skupienia dalszych sił polskich, po czym przejścia korpusu wraz z bronią i wyposażeniem na ziemie polskie, jednakże niemieckie dowództwo zażądało demobilizacji korpusu. Na żądanie niemieckie, 10 kwietnia zdemobilizowano i zwolniono do byłego zaboru rosyjskiego (okupowanego przez Niemcy i Austro-Węgry), pierwszy tysiąc żołnierzy. W tym czasie doszło do likwidacji II Korpusu, zakończonej bitwą pod Kaniowem. Rozważano w dowództwie Korpusu możliwość przejścia za Dniepr i przedarcia się przez ziemie rosyjskie do sprzymierzonych, lecz został on odrzucony. Mimo oporu konspiracyjnego organizacji piłsudczyków z Leopoldem Lisem-Kulą i Melchiorem Wańkowiczem na czele rozpoczął się proces likwidacji Korpusu.
21 maja 1918 Korpus został rozformowany i rozbrojony w twierdzy w Bobrujsku, po przyjęciu ultimatum przedstawionego 20 maja przez dowództwo niemieckie, pod groźbą użycia siły. Żołnierze mieli zostać zwolnieni tam, skąd pochodzą, a całość wyposażenia i konie przejęli Niemcy. Odmówiono tym samym praw Radzie Regencyjnej do kontaktów z korpusem. Po podpisaniu porozumienia, w nocy z 21 na 22 maja doszło do próby buntu i aresztowania gen. Dowbora przez członków konspiracji, lecz bunt nie zyskał poparcia i upadł. Ostatni transport wojsk Korpusu opuścił Bobrujsk 8 lipca 1918. Żołnierze Korpusu po rozbrojeniu przybyli w większości do Warszawy, gdzie weszli w skład powstającego Wojska Polskiego. 
W Bobrujsku, na miejscowym cmentarzu wojennym, istniał wysoki kopiec z krzyżem na szczycie, pod którym zostało pochowanych około dwóch tysięcy polskich żołnierzy I Polskiego Korpusu. Obecnie nie ma po nim śladu. Replika tego kopca, znacznie pomniejszona, znajduje się na cmentarzu Powązkowskim. W dwudziestoleciu międzywojennym byli tutaj chowani Dowborczycy.

## Organizacja i obsada personalna korpusu
Dowództwo

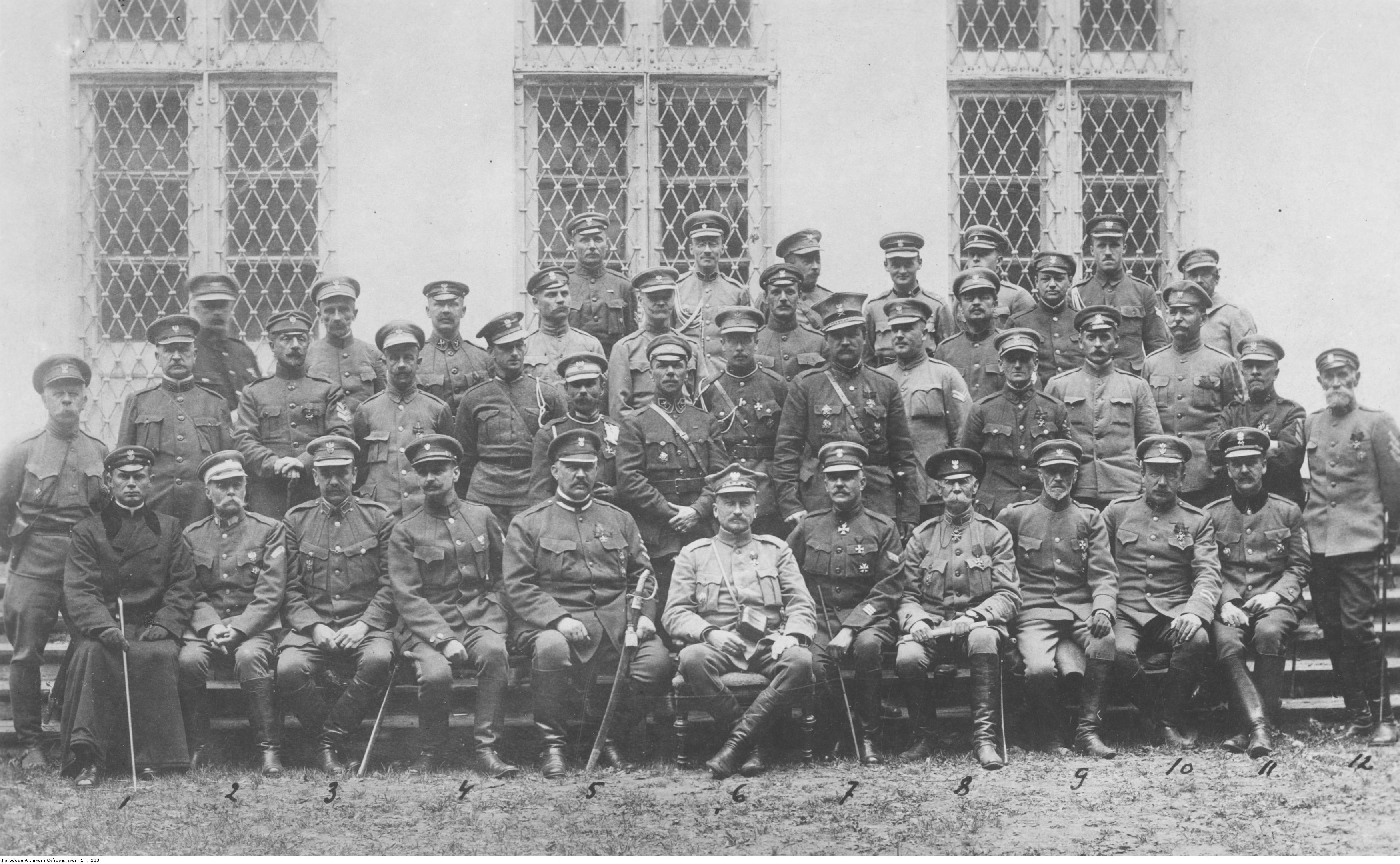
Dowódcy oddziałów I Korpusu Polskiego w Rosji z gen. Józefem Dowbor-Muśnickim; 1917 r.

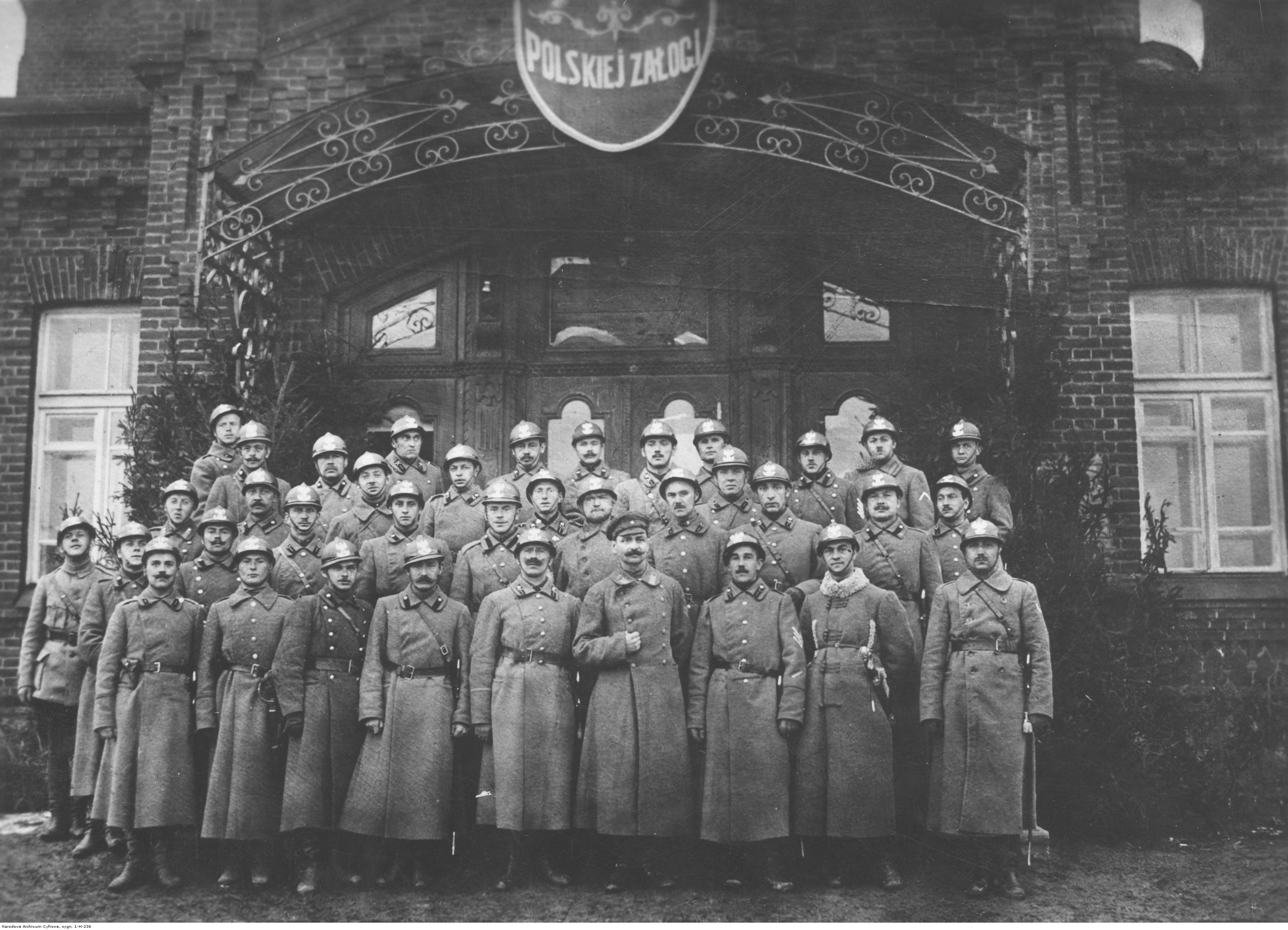
Grupa oficerów 1 pułku inżynierii; Bobrujsk 1918 r.

- dowódca – gen. por. Józef Dowbor-Muśnicki
- zastępca dowódcy – gen. por. Aleksander Karnicki
- p.o. wyższego oficera do zleceń – ppłk SG Walerian Żeleński
- szef sztabu – gen. mjr Władimir Agapiejew (Rosjanin)
- kwatermistrz – płk Zygmunt Rymkiewicz
- intendent – płk Blinow (R)
- naczelny inżynier – ppłk Bolesław Jaźwiński
- szef sanitarny i naczelny chirurg – gen. mjr Stanisław Gurbski
- naczelny lekarz – inspektor sanitarny
  - gen. dr Aleksander Bernatowicz (1917–1918)
  - dr Bronisław Malewski (1918)
- naczelny kontroler – Stanisław Wiktor Karaffa-Korbut[17]
- 1 Dywizja Strzelców Polskich – gen. Gustaw Ostapowicz
- 2 Dywizja Strzelców Polskich – gen. Józef Szamota
- 3 Dywizja Strzelców Polskich – gen. Wacław Iwaszkiewicz
- 1 Dywizja Ułanów – płk Zygmunt Łempicki
- Brygada Rezerwowa – gen. Józef Pawłowski
- 1 Brygada Artylerii – płk Kazimierz Pławski
- 2 Brygada Artylerii – płk Tadeusz Jastrzębski
- dywizjon moździerzy – ppłk Bolesław Bohusz-Siestrzeńcewicz
- 1 dywizjon polowej ciężkiej artylerii
- dywizjon parkowy
- 1 pułk inżynieryjny
- pododdziały pomocnicze
- Legia Rycerska

Inni:
- oficer oświatowy – płk Tadeusz Miciński[18]
- służba duszpasterska – ks. Jan Pajkert[19][20].

## Umundurowanie żołnierzy korpusu
Przepisy mundurowe z 25 maja 1918

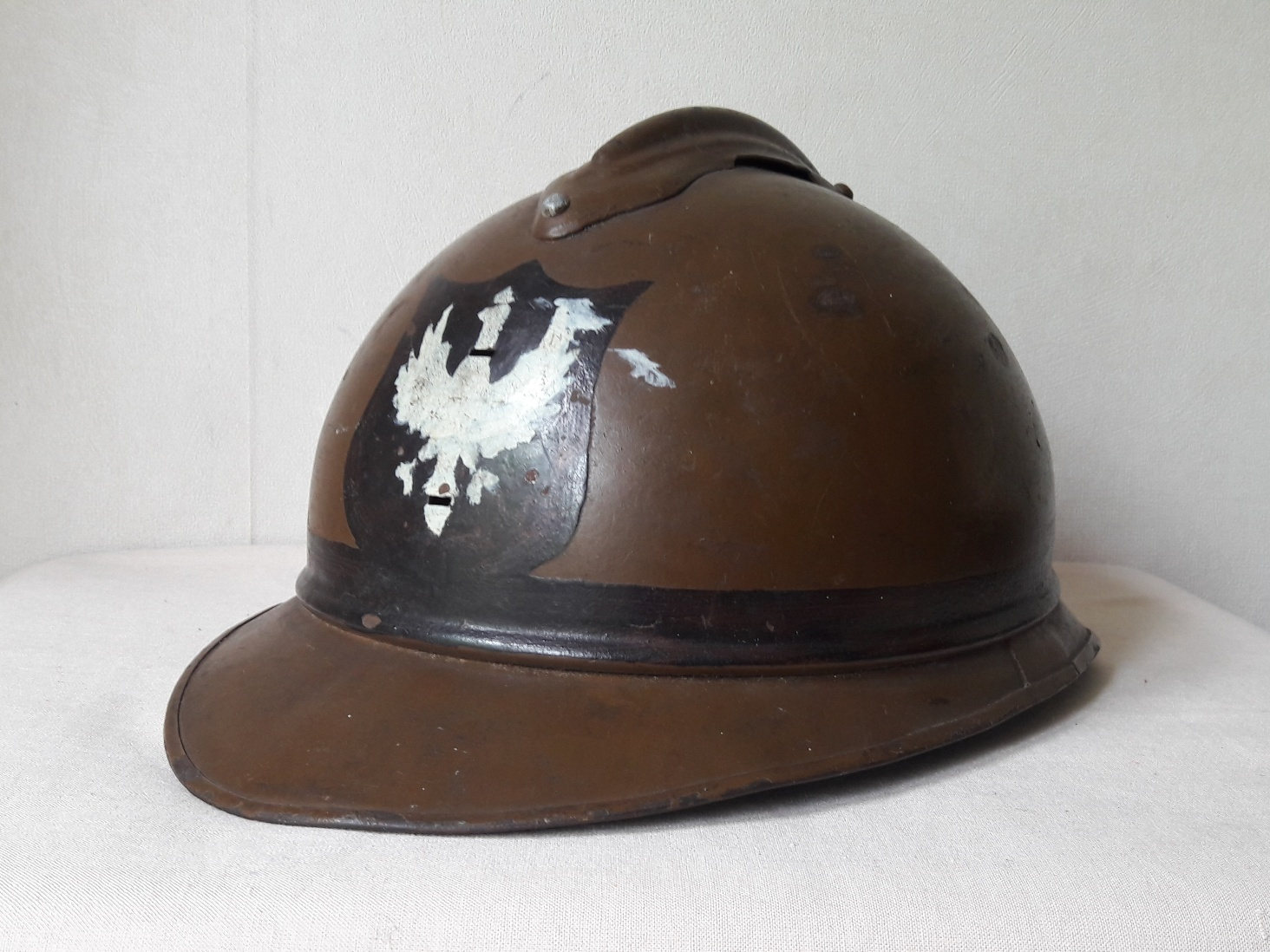
Hełm żołnierza I Korpusu Polskiego

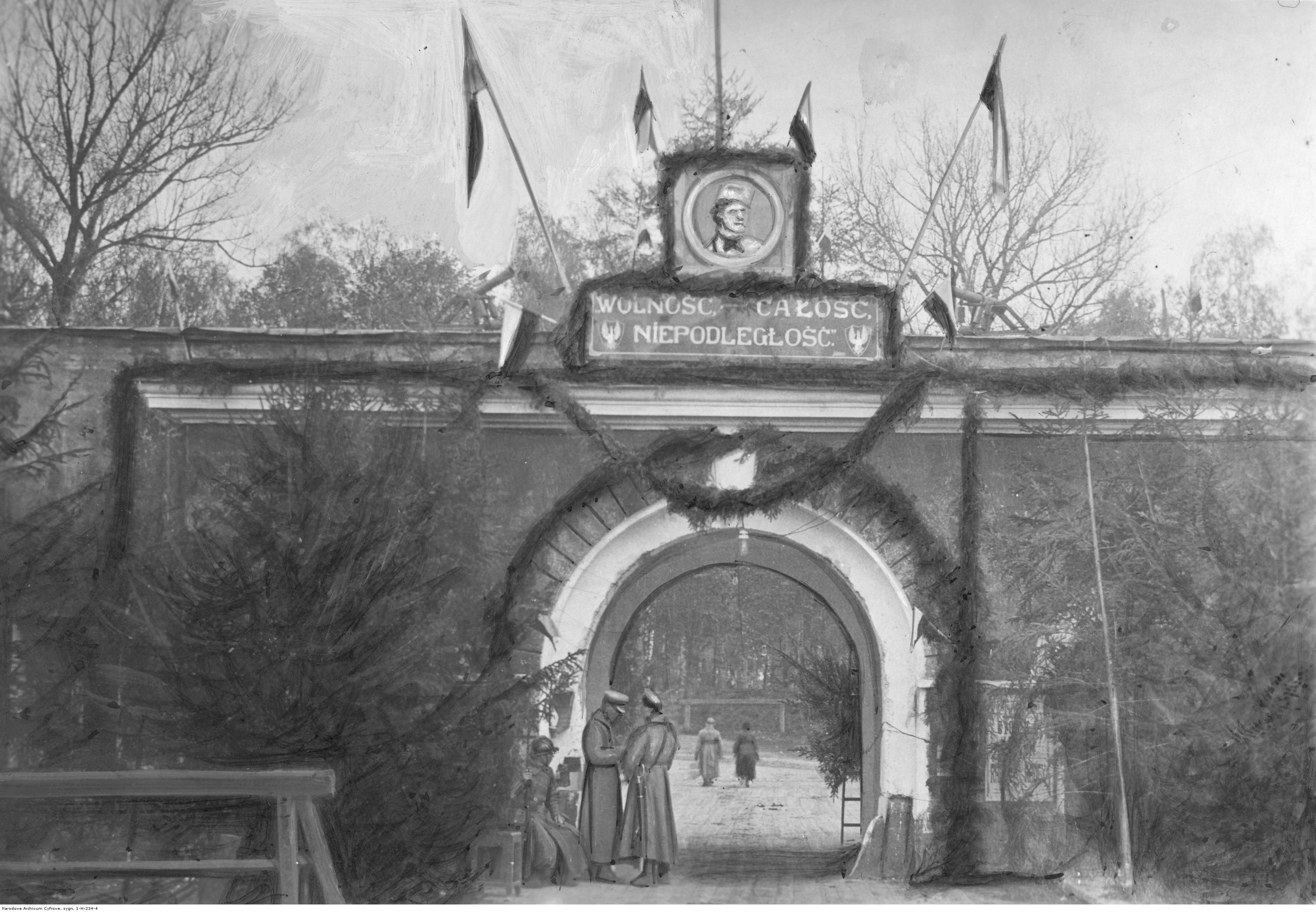
I Korpus Polski – Święto 3 Maja – udekorowana brama do twierdzy Bobrujsk

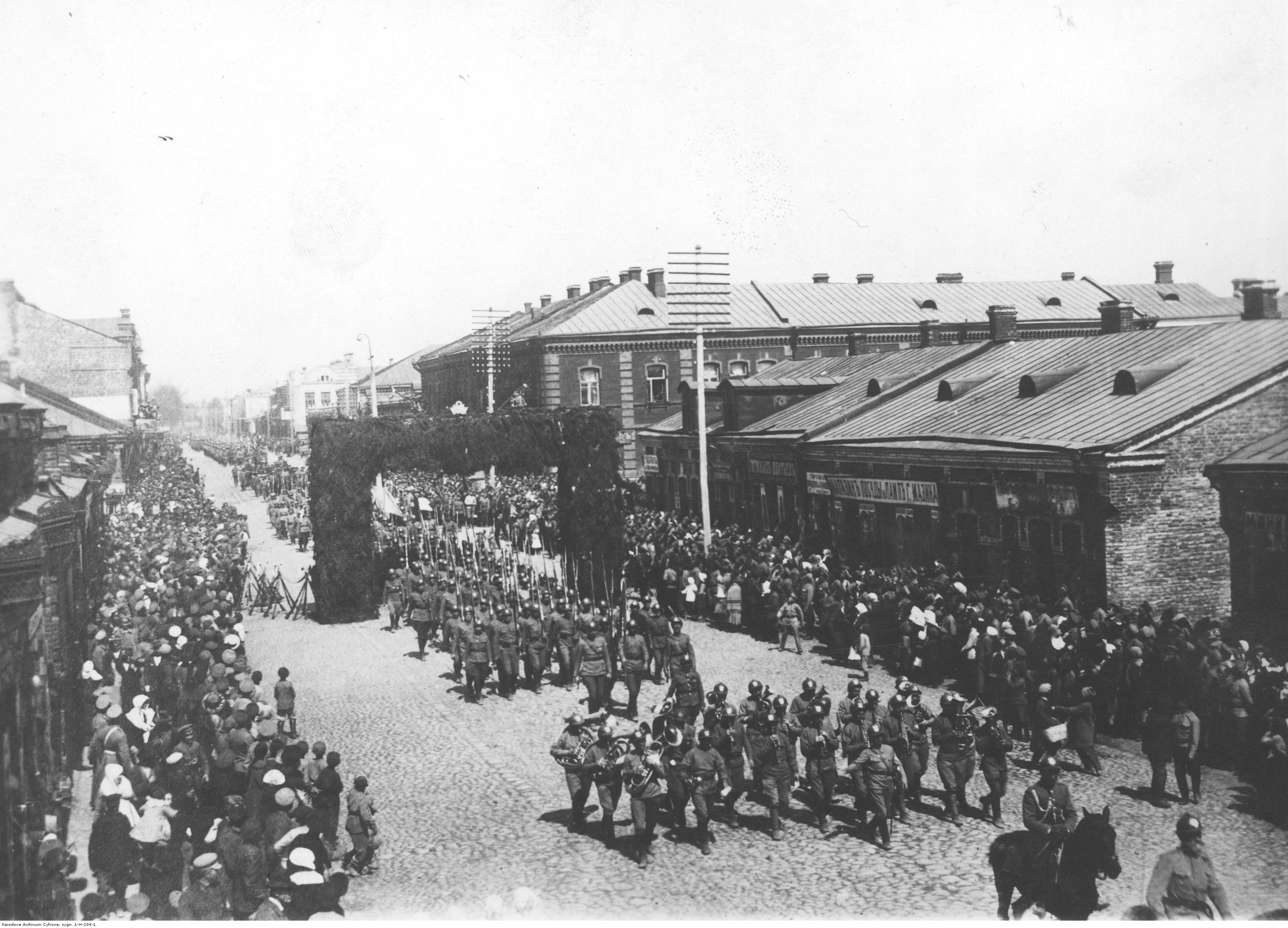
I Korpus Polski w Rosji – uroczystość Święta 3 Maja – defilada; Bobrujsk 1918 r.

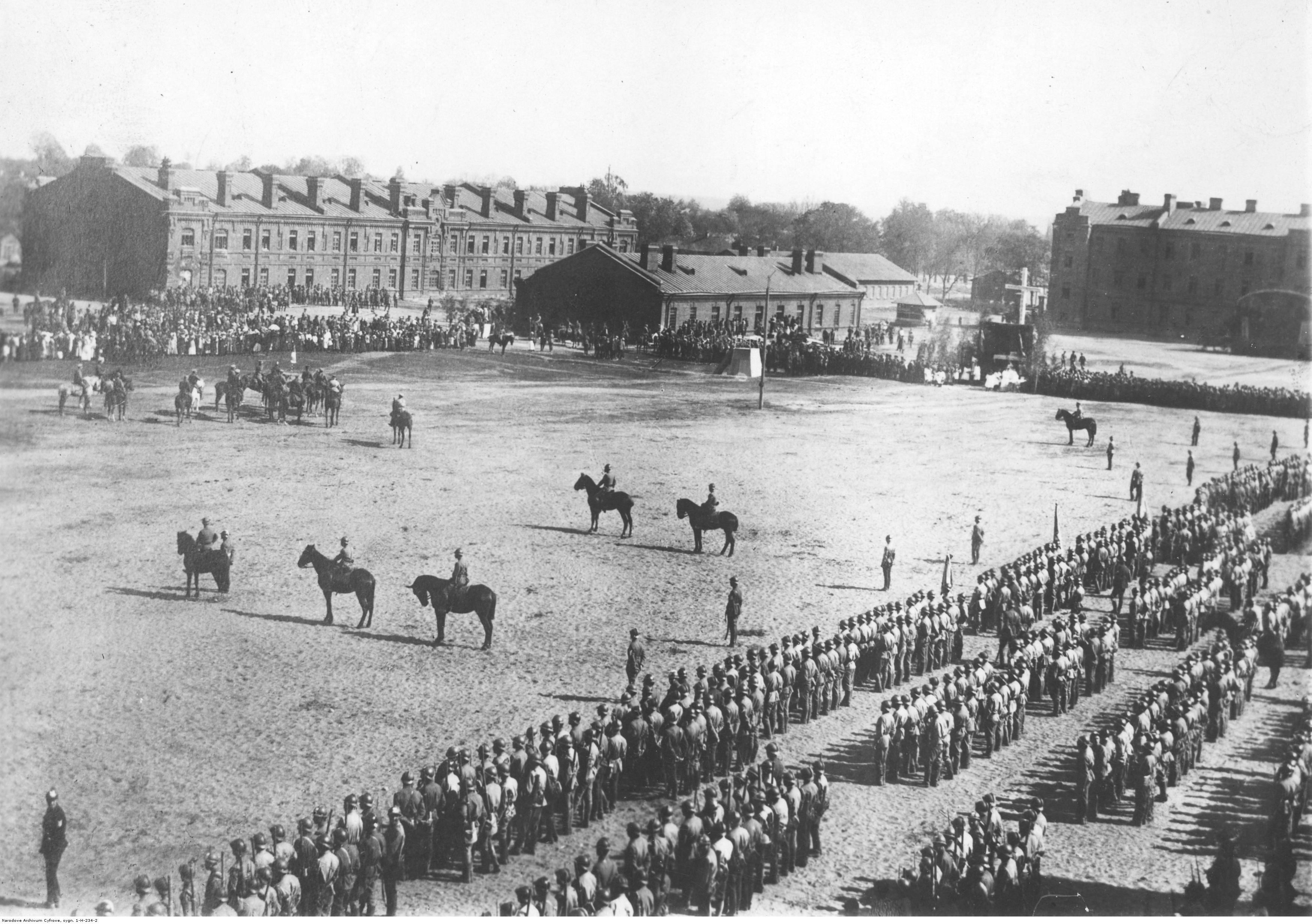
I Korpus Polski w Rosji – uroczystość Święta 3 Maja – parada; Bobrujsk 1918 r.

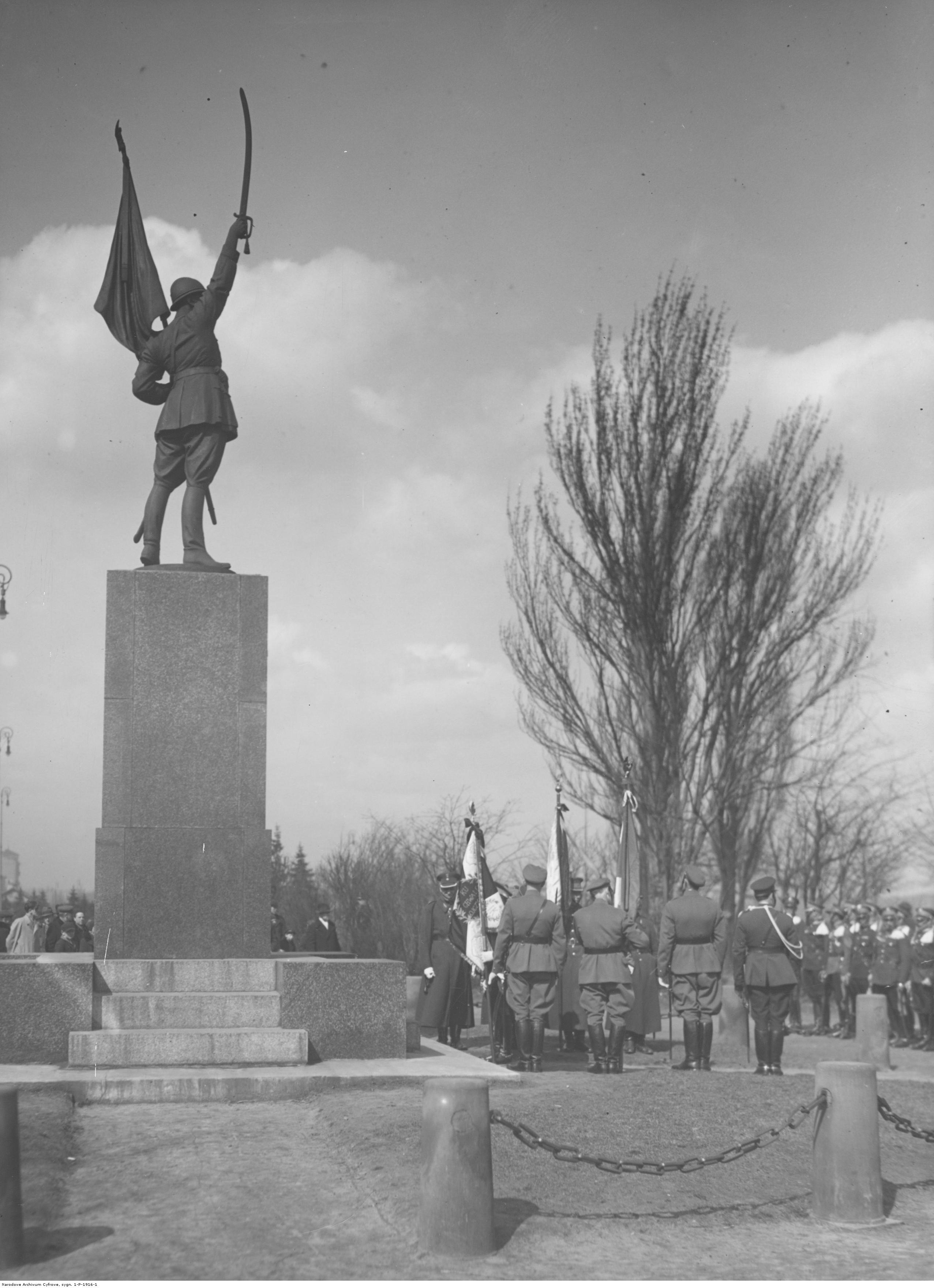
Pomnik Dowborczyków na Wybrzeżu Kościuszkowskim w Warszawie odsłonięty w 1930 r. – uroczystość Zw. Żołnierzy I Polskiego Korpusu Wschodniego w 1935 r.

- Czapka – wzoru rosyjskiego z sukna koloru ochronnego (zielonego), z prostym daszkiem i orzełkiem wysokości 4 cm.
- Hełm – wzoru francuskiego z białym orłem wysokości 2 cm i amarantową obwódką szerokości 1cm (wprowadzony jako przepisowy 4 marca 1918)[21]
- Kurtki: frencz lub bluza z kieszeniami.
- Spodnie – koloru ochronnego

w jeździe, artylerii, sztabach, inżynierii i straży polowej – granatowe
w autopolu – czarne.
- Naramienniki – koloru ochronnego z obszyciem

białym – w sztabach i zarządach
z żółtym kantem – u oficerów straży polowej
- Etyszkiet:

artyleria piesza – biały
straż polowa – akselbant podwójny żółty
jazda – biały z amarantem
- Rabat:

amarantowy – w 1, 5 i 9 pułku strzelców, w 1 pułku rezerwowym, pułku inżynieryjnym i radiotelegrafie
biały – w 2, 6 i 10 pułku strzelców
żółty – w 3, 7 i 11 pułku strzelców
niebieski – w 4, 8 i 12 pułku strzelców oraz służbie zdrowia
czarny – w artylerii pieszej
pomarańczowy – w poczcie polowej i telegrafie
czerwony – sztaby oprócz generalnego
granatowy – ogólnie piechota
- Wypustki i odznaki stopni na rękawach:

amarantowe – 1 Dywizja Strzelców, artyleria, telegraf
brązowe:– 2 Dywizja Strzelców,
żółte – 3 Dywizja Strzelców, radio
niebieskie – 1 i 2 pułk rezerwowy
czarne – pułk inżynieryjny
białe – służba zdrowia i sztaby
- Lampasy oficerów:

pojedynczy amarantowy szerokości 2 cm – piechota, sztaby, służba zdrowia, poczta, sądownictwo i artyleria piesza
podwójny czarny z amarantowym kantem – pułk inżynieryjny i inżynier korpusu
podwójny amarantowy z żółtym kantem – radio i straż polowa
podwójny amarantowy – w 1 pułku ułanów
podwójny biały – w 2 pułku ułanów
podwójny żółty – w 3 pułku ułanów
- Patki na kołnierzu z cyfrą lub znaczkiem

nakładane koloru ochronnego z wypustką:
amarantowa – 1 Dywizja Strzelców, poczta i telegraf
brązowa – 2 Dywizja Strzelców
żółta – 3 Dywizja Strzelców i radio
niebieska – Brygada Rezerwowa i służba zdrowia
czarna – pułk inżynieryjny, autopol
biała – sztaby
patka czarna z amarantową obwódką – w artylerii
kołnierz aksamitny czarny z amarantową obwódką, patka amarantowa z 2 srebrnymi toporami – w inżynierii korpusu
kroju ułańskiego amarantowo-żółte ze srebrnymi orzełkami – w straży polowej
fioletowe ze srebrnym guzikiem – korpus sądowy
wzoru ułańskiego amarantowo granatowe – jazda
ochronne z granatową wypustką – piechota
Kolorowe rabaty przepisane były tylko do munduru galowego. Była to jedyna różnica pomiędzy mundurem polowym a galowym.
Generałowie i artyleria konna nosili rogatywki.
- Stopnie wojskowe:

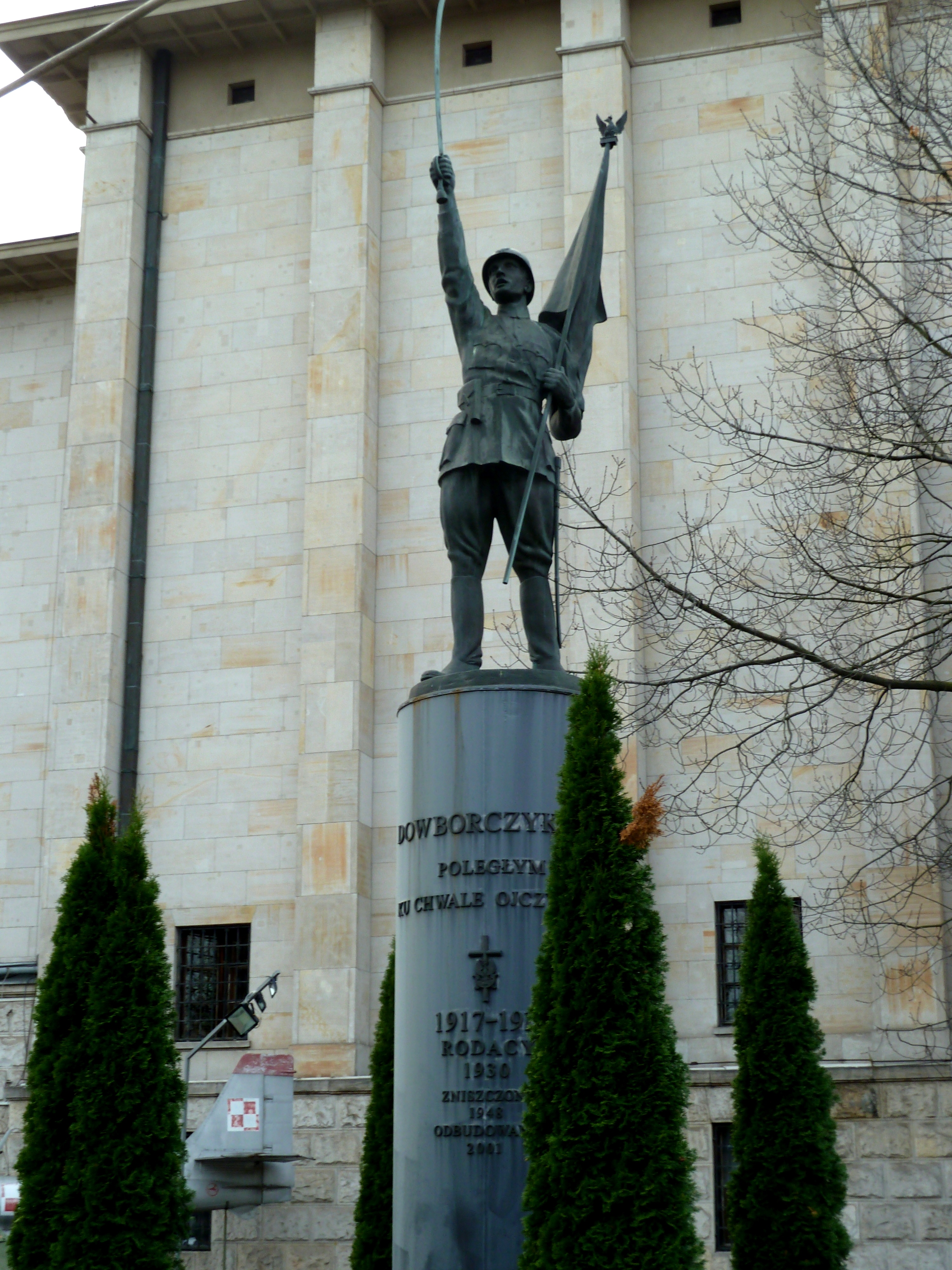
Odtworzony pomnik Dowborczyków przed Muzeum Wojska Polskiego w Warszawie

– dla odróżnienia rang i stopni wojskowych wprowadzić na bluzach i płaszczach kąty z galonu złotego lub srebrnego dla oficerów i z amarantowej taśmy dla żołnierzy: galon i taśma powinny być szerokości 3/4 cm, kąty powinny być proste, zwrócone do dołu z bokami długości 5 cm, kąty należy naszywać na lewym rękawie pośrodku w odległości 10 cm od wszycia rękawa, odległość pomiędzy kątami 3/4 cm.
szeregowcy – powinni mieć kąty takie jak kaprale z taśmy amarantowej lecz zwrócone do góry,
kaprale (starsi szeregowcy) powinni mieć jeden kąt z taśmy amarantowej,
młodsi podoficerowie – powinni mieć dwa kąt z taśmy amarantowej,
starsi podoficerowie – powinni mieć trzy kąt z taśmy amarantowej,
sierżanci – powinni mieć cztery kąt z taśmy amarantowej,
podchorążowie – powinni mieć kąty sierżantów lub starszych podoficerów, stosownie do urzędów, z wszytym w otworze górnego kąta galonem srebrnym,
chorążowie – powinni mieć jeden kąt z galonu srebrnego,
podporucznicy – powinni mieć dwa kąty z galonu srebrnego,
porucznicy – powinni mieć trzy kąty z galonu srebrnego,
podkapitanowie – powinni mieć cztery kąty z galonu srebrnego,
kapitanowie – powinni mieć pierwszy od góry kąt złoty i pozostałe trzy srebrne.
podpułkownicy – powinni mieć dwa kąty złote,
pułkownicy – powinni mieć trzy kąty złote.
generałowie – kąty złote wzoru huzarskiego: – jeden u generałów podporuczników, – dwa u generałów poruczników, – trzy u generałów broni.
W 1919 r. ukazał się „Album mundurów 1go Polskiego Korpusu” ze wstępem Józefa Dowbor-Muśnickiego i ilustracjami Mikołaja Wisznickiego.

## Związek Żołnierzy I Korpusu Polskiego
W okresie II RP do 1939 działał Związek Żołnierzy I Korpusu Polskiego, mający siedzibę przy ul. Aleje Jerozolimskie 93 w Warszawie.

## W literaturze
Działalność I Korpusu Polskiego w Bobrujsku została opisana w powieści Nadberezyńcy Floriana Czarnyszewicza.
Działalność Korpusu, szczególnie okoliczności rozbrojenia przez Niemców, również opisał Melchior Wańkowicz w Strzępach epopei.